# Victor Renström
Adolf Victor Renström i riksdagen kallad Renström i Sparresäter, född 4 augusti 1824 i Falu Kristine församling, död 22 mars 1905 i Stockholm, (kyrkobokförd på Sparresäter, Lerdala församling, Västergötland var en svensk godsägare och riksdagsman. 
Victor Renström var ägare till Sparresäters gods i Lerdala församling. Han var ledamot av andra kammaren.